# Ivan Verleyen
Ivan Verleyen (Dendermonde, 27 juli 1941) is een voormalig Belgisch politicus voor de SP en diens opvolger sp.a.

## Levensloop
Van opleiding licentiaat wiskunde-wetenschappen en geaggregeerde werd Verleyen beroepshalve leraar.
Hij werd politiek actief voor de SP en was van 1969 tot 1976 voorzitter van de Jongsocialisten van Dendermonde. Van 1976 tot 1994 en van 2006 tot 2012 was Verleyen gemeenteraadslid van Dendermonde. Daarnaast werd hij bij de verkiezingen van 1991 verkozen in de Belgische Senaat als rechtstreeks verkozen senator voor het Kiesarrondissement Dendermonde-Sint-Niklaas, wat hij bleef tot in 1994. In de periode januari 1992 tot oktober 1994 had hij als gevolg van het toen bestaande dubbelmandaat ook zitting in de Vlaamse Raad. Van 1994 tot 2012 was hij ten slotte provincieraadslid van Oost-Vlaanderen en van 1994 tot 2006 gedeputeerde in diezelfde provincie.